# Azorella biloba
Azorella biloba är en flockblommig växtart som först beskrevs av Diederich Franz Leonhard von Schlechtendal, och fick sitt nu gällande namn av Hugh Algernon Weddell. Azorella biloba ingår i släktet Azorella och familjen flockblommiga växter. Inga underarter finns listade i Catalogue of Life.